# 白眉初

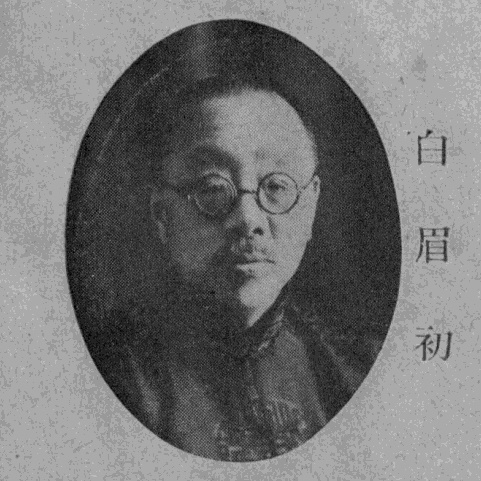

白眉初（1876年—1940年），名月恒，河北卢龙县（直隶永平府）人，满族，中国近代著名地理学家。
1909年，白眉初毕业于北洋师范学堂。1912年2月，中国地学会改为中国地理学会以后，地理学会从天津迁到北京，白眉初担任编辑部长。1913年受聘于直隶女子师范学校，任地理和国文教师。1917年8月，担任北京师范大学历史地理部主任兼地理学教授。编写《中华民国省区全志》、《中国国耻图》、《中华民国建设全图》32幅和《中华民国改造图》等版图；1936年设计画出南海“十一段线”。1940年秋，因病医治无效，与世长辞。